# 嘉義縣番路鄉大湖國民小學
嘉義縣番路鄉大湖國民小學，位於嘉義縣縣道159號甲24公里旁，學區主要為番路鄉大湖村的茶科、火燒寮、湖尾、五百恩仔、下坪仔、雙溪、橫路、紅筆仔壽、石腳桶、棟仔嶺等聚落。校址為嘉義縣番路鄉大湖村下坪仔8號。

## 學校沿革
- 1947年(民國36年) 4月1日，於大湖村下坪仔設立嘉義縣番路鄉民和國民學校大湖分校。
- 1950年9月1日，獨立為嘉義縣番路鄉大湖國民學校。
- 1968年8月1日，實施九年國民教育，更名為嘉義縣番路鄉大湖國民小學
- 1997年附設幼稚園。

## 歷任校長
- 第一任：高木通(1950年9月1日-1955年8月31日)
- 第二任：王炳煌(1955年9月1日-1960年12月31日)
- 第三任：廖萬榮(1961年1月1日-1971年9月30日)
- 第四任：洪淵清(1971年10月1日-1978年9月30日)
- 第五任：黃舜臣(1978年10月1日-1990年6月30日)
- 第六任：余憲司(1990年7月1日-1993年8月31日)
- 第七任：吳通本(1993年9月1日-1996年7月31日)
- 第八任：翁寬和(1996年8月1日-1999年7月31日)
- 第九任：江連君(1999年8月1日-2002年7月31日)
- 第十任：邱金龍(2002年8月1日-2005年2月28日)
- 第十一任：吳明進(2005年3月1日-2005年7月31日)
- 第十二任：蔡素美(2005年8月1日-2009年7月31日)
- 第十三任：陳玥臻(2009年8月1日-2012年07月31日)
- 第十四任：蔡明輝(民國101年08月1日-103年07月31日)
- 第十五任：吳明進(民國103年08月1日-106年07月31日)
- 第十六任：陳惠文(民國106年08月1日-111年07月31日)
- 第十七任：李奕龍(民國111年08月1日-114年07月31日)[2]

## 教學環境
融合大湖地區的生態環境，由山谷、開墾地、次生林、原生林所組成的，區域內的生物有多樣性。生物中又以獨角仙、鍬形蟲、天牛、金龜子、叩頭蟲、臺灣大象鼻蟲和螢火蟲等甲蟲的最具生長特色。2001年大湖國民小學設置甲蟲牧場(網室)，以飼育獨角仙，並連結地區產業特色，以幼蟲生長環境和成蟲的食物來源，得控制成蟲在網室區內產卵，以觀察甲蟲的成長變化，尚且可以維持甲蟲的數量。網室種植光臘樹及柑橘類植物，場內擺放正在腐爛的木頭，五月份定期放置一些過熟的水果，可讓幼蟲有一個生活的家，也讓成蟲停留在室內周圍，網室並以木材為欄杆，室內種植木耳、杏鮑菇所廢棄的太空包木屑。甲蟲牧場成為大湖國小的生態教學重要場所之一，除新聞媒體專題報導外，學校也與國立自然科學博物館合作，由學童進行生態解說。行政院農業委員會特有生物研究保育中心，委託製作公司到校內拍攝相關生態影片；公共電視台的《下課花路米》單元，曾以甲蟲牧場為場景拍攝《探索獨角仙寶寶》節目。